# Esporte Clube Paraguaçuense
O Esporte Clube Paraguaçuense é um clube brasileiro de futebol da cidade de Paraguaçu Paulista, interior do Estado de São Paulo. Fundado em 28 de novembro de 1965, suas cores são azul e branca. Atualmente está licenciado.

## História[6]
Fundado por funcionários da prefeitura, recebeu o nome de Esporte Clube Municipal. Com essa denominação, disputa seu primeiro campeonato profissional em 1966, pela Quarta Divisão da época (atual Série A4), repetindo o feito em 1967. Entre 1968 e 1970, participa da Terceira Divisão (atual A3). Após um hiato, retorna na mesma divisão nos anos de 1975 e 1976. Entre 1977 e 1980, oscila nas divisões menores.
Em 1981, surge para o Campeonato Paulista de Futebol o mesmo clube, mas com nova denominação: Esporte Clube Paraguaçuense. Com maior apoio oficial, o time participa até o ano de 1992 na Terceira Divisão. Em 1993, o "Azulão", como é mais conhecido na cidade, conquista o título de campeão da Segunda Divisão (atual A2) e o virtual acesso para a elite paulista, vencendo o União Barbarense por 4 a 1 em casa na última rodada do quadrangular final.
Contudo, o que deveria ser motivo de muita comemoração terminou em frustração, pois, neste ano, houve uma reestruturação na fórmula de disputa nas divisões organizadas pela Federação Paulista de Futebol e o Paraguaçuense não subiu e acabou ficando na nova Série A2. Além disso, houve uma briga interna para saber se subiria ou não, pois o estádio não tinha capacidade suficiente para mandar os jogos na primeira divisão na época.
Diante desse impasse, ficou também sem o troféu de campeão, pois pelo formato da época, a final era disputada em quadrangular (entre Paraguaçuense, União Barbarense, Comercial e Francana) e como não sabia quem seria o campeão, a FPF optou por não entregar o título em campo e entregar posteriormente, o que não aconteceu. Somente em novembro de 2020, após reivindicação do clube em 2014, e através de uma série de pesquisas e reuniões com a FPF, recebeu o troféu da Divisão Intermediária (equivalente a A2)
Disputou a até o momento última competição profissional em 2007: a Segunda Divisão (atual Série A4). Na disputa do campeonato, em grave crise, acabou em último lugar no seu grupo, teve decretada pelo TJD/SP a perda de 6 pontos por escalação irregular de jogadores, além de um bizarro W.O no próprio estádio no jogo contra o Atlético Araçatuba (atual Andradina), por falta de médico no estádio.  Em 2008, se licenciou das competições profissionais. 
A partir de 2020 o Esporte Clube Paraguaçuense passou a ser administrado pela Empresa "4Linhas Sports", para a disputa do Paulista da Segunda Divisão (atual Série A4), organizado e dirigido pela Federação Paulista de Futebol.
Em janeiro de 2022, foi postada nas redes sociais do clube uma imagem de um certificado de filiação junto à Federação Paulista, com data de 16 de dezembro de 2021, e assinado pelo presidente da entidade, Reinaldo Carneiro Bastos, dando a entender que o clube poderia ter voltado às atividades profissionais ainda em 2022 para a disputa da então Segunda Divisão (atual Série A4), o que acabou não ocorrendo.

## Mascote
O Esporte Clube Paraguaçuense, assim como outras equipes, adotou o pássaro Azulão para ser a sua mascote e pelo mesmo motivo que as demais. Na verdade, mais que uma mascote, “Azulão” é o apelido do clube originado da cor de seu uniforme que, na maioria das vezes, era inteiramente azul. Quando houve a necessidade de representar graficamente essa denominação, optou-se pela figura do pássaro azulão, comum no Brasil e dividido em três espécies. A mais encontrada é a Cyanocompsa brissonii, que pode ser avistada de Goiás até o Sul do Brasil.

## Títulos
| ESTADUAIS | ESTADUAIS                      | ESTADUAIS | ESTADUAIS  |
|           | Competição                     | Títulos   | Temporadas |
| --------- | ------------------------------ | --------- | ---------- |
|           | Campeonato Paulista - Série A2 | 1         | 1993       |